# Heteropoda venatoria
Heteropoda venatoria è una specie di ragno della famiglia Sparassidae. Si trova in tutte le regioni tropicali del mondo.

## Descrizione
Possiede un corpo marrone piatto lungo da 2,2 a 2,8 centimetri. La femmina è leggermente più grande del maschio, soprattutto nell'addome, ma il maschio possiede zampe più lunghe. Il clipeo, la zona appena dietro gli occhi, è di color crema o giallastro, mentre il carapace è dotato di una banda larga che di solito è di color marrone nella femmina e color crema nel maschio. Il corpo non è molto peloso, ma le gambe sono dotate di setole, ciascuna delle quali è contrassegnata da un punto nero.

## Biologia
La femmina produce una sacca di uova larga circa 2,5 centimetri e la trasporta con i suoi pedipalpi sotto il proprio corpo, di solito contenente da 100 a oltre 400 uova. I piccoli subiscono la loro prima muta mentre si trovano ancora nel sacco. In un campione di laboratorio, la durata della vita del maschio è stata in media di 465 giorni, e quello della femmina è stata di 580.
Il ragno si nutre di insetti, catturandoli direttamente e iniettando loro un veleno contenente la tossina HpTX2, un composto bloccante dei canali del potassio. In alcune aree tropicali il ragno è considerato utile nelle case, poiché si nutre di insetti parassiti. È sensibile al freddo e può vivere all'aperto solo in climi caldi. Si ciba anche di scorpioni e addirittura di pipistrelli.
Durante il corteggiamento, il maschio produce un suono facendo vibrare le sue lunghe zampe, mantenendo i piedi ben piantati. Questo suono è percepito dall'uomo come una sorta di "ronzio".
Per l'uomo il ragno non è pericoloso, ma il suo morso velenoso provoca una reazione dolorosa.

## Gallery

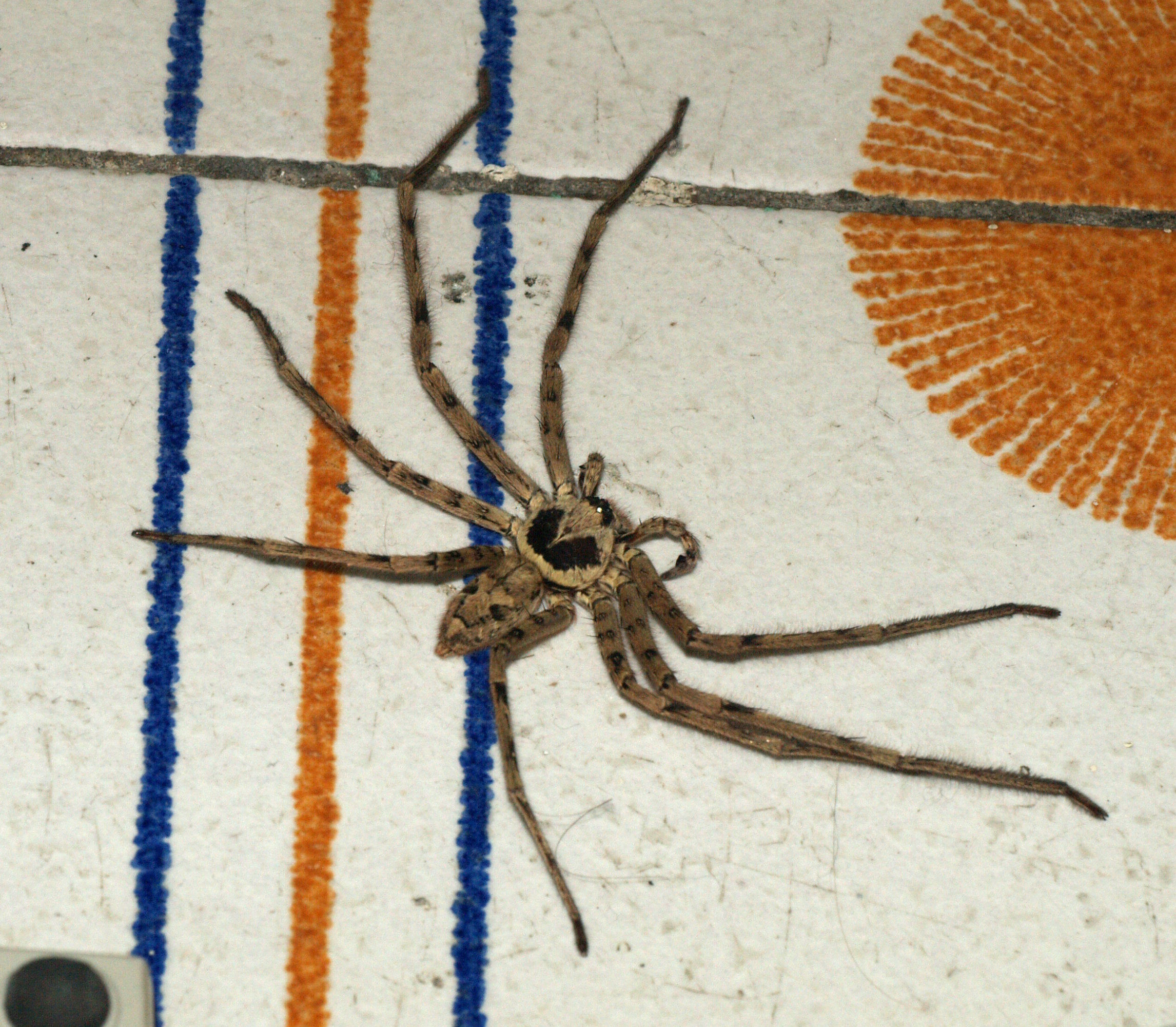
Maschio
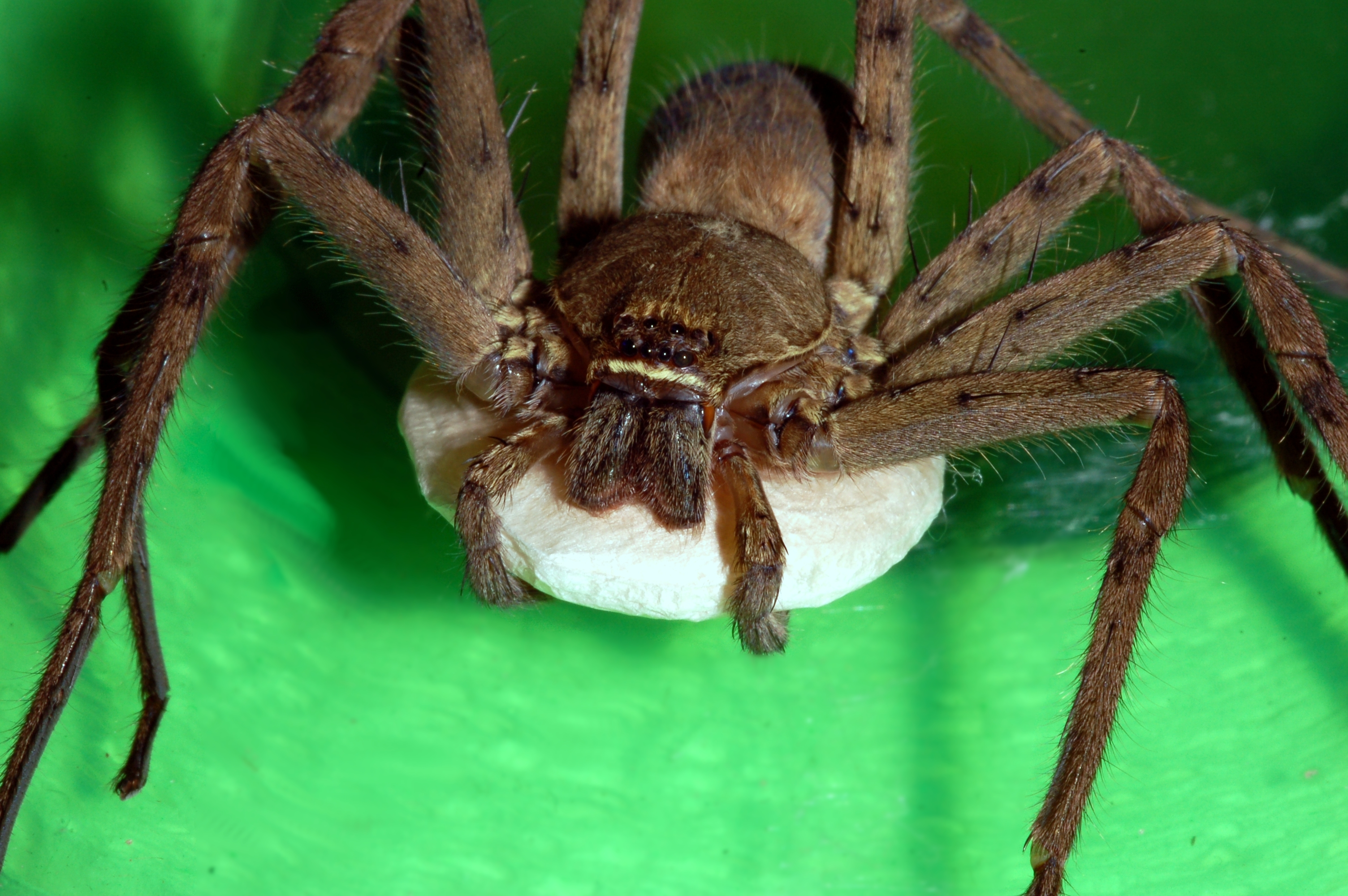
Femmina con uova